# Erlöserkirche (Frankfurt-Oberrad)
Die Erlöserkirche (ⓘ) im Frankfurter Stadtteil Oberrad ist eine Kirche der Evangelischen Kirche in Hessen und Nassau. Sie wurde 1914 eingeweiht und nach der Zerstörung durch Luftangriffe im Zweiten Weltkrieg 1956 im zeitgenössischen Stil wieder aufgebaut.

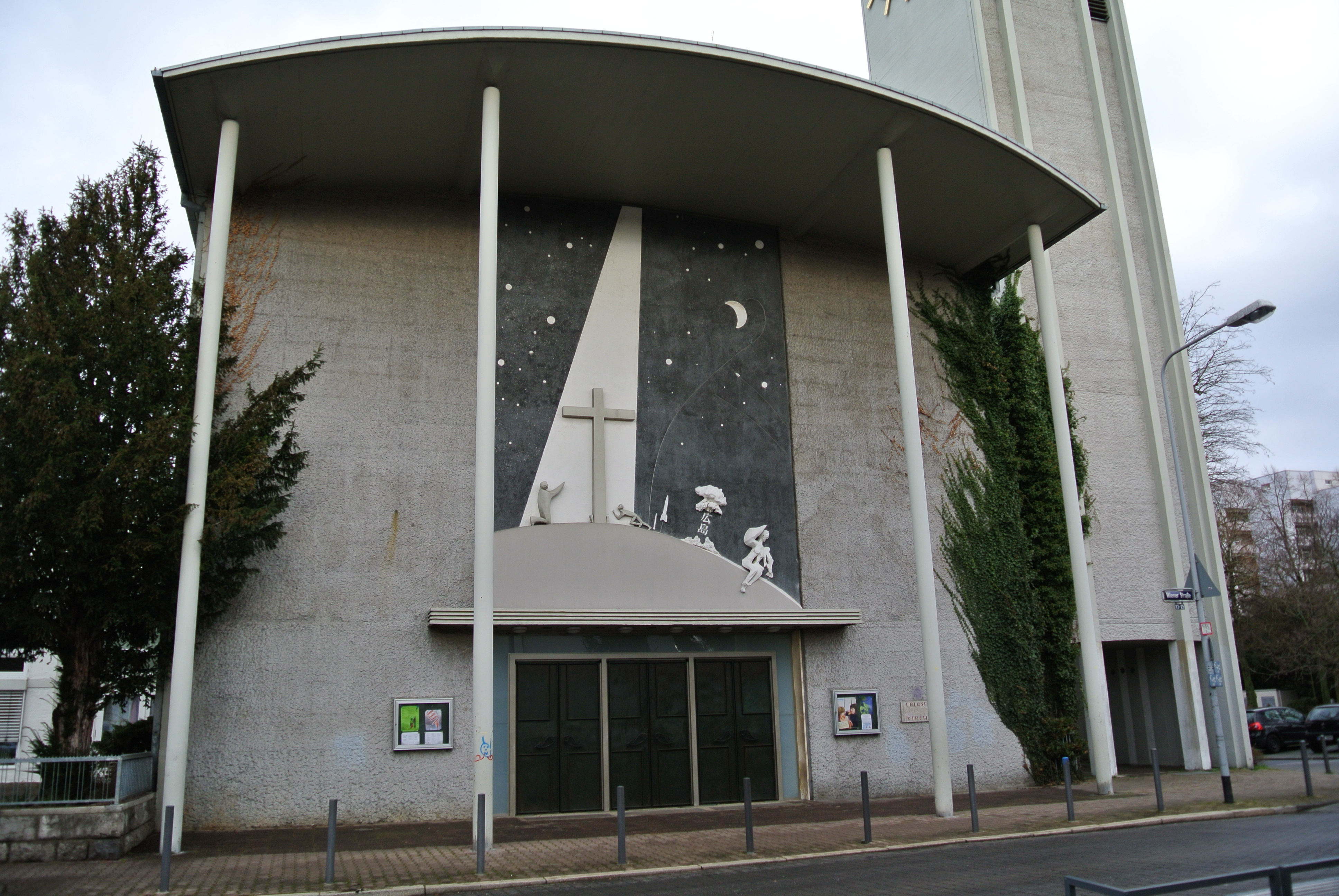
Erlöserkirche von Süden

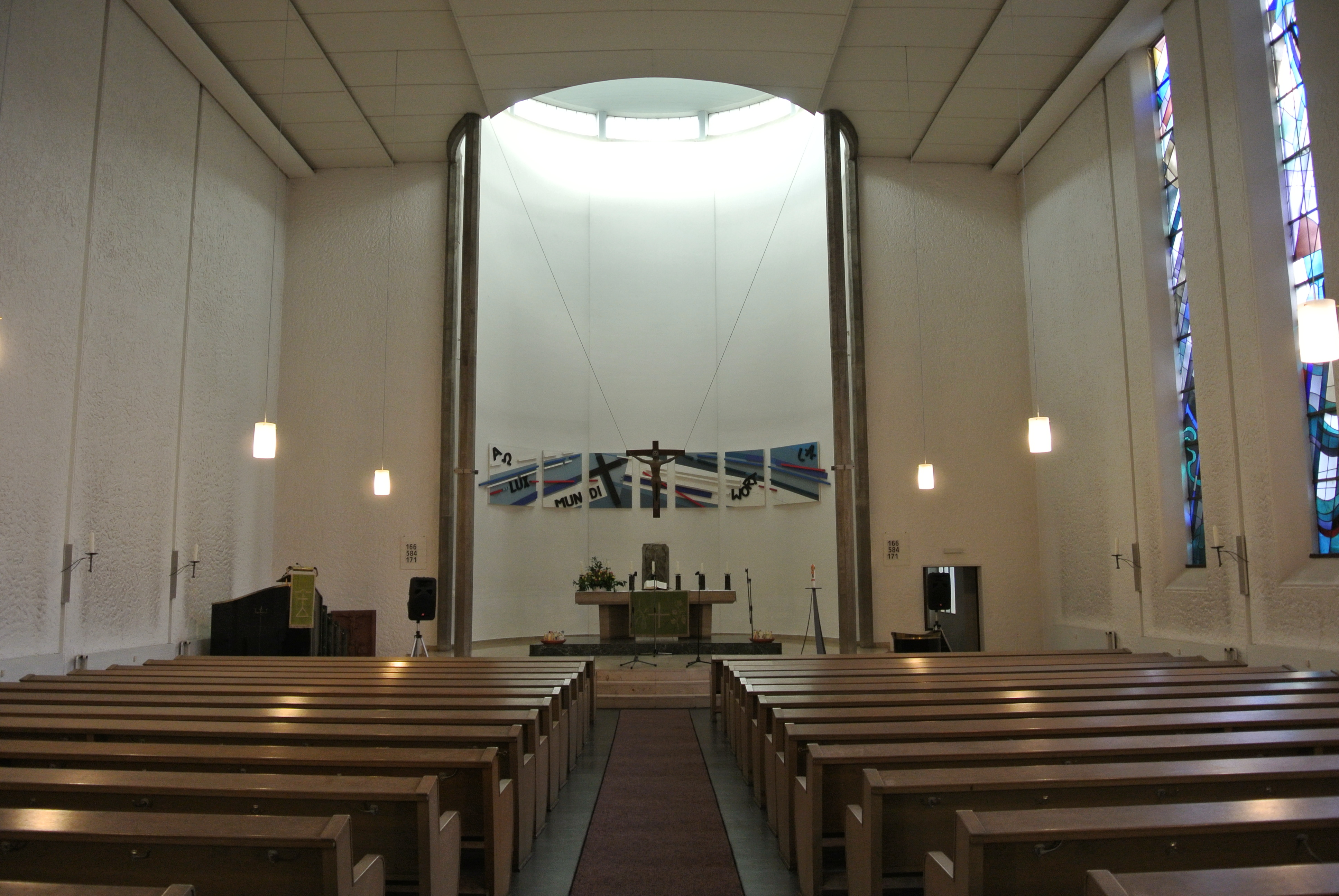
Innenraum

## Vorgeschichte
In Oberrad gab es seit dem Jahr 1270 eine Kirche, die nach der örtlichen Schutzpatronin, der Heiligen Margaretha benannt war. Sie befand sich auf der Südseite der Offenbacher Landstraße östlich der Mathildenstraße. Als Anfang des 20. Jahrhunderts die neue Erlöserkirche gebaut wurde, kam die alte Dorfkirche in städtischen Besitz und wurde als Lagerhalle genutzt. Sie brannte 1943 aus, die Ruine wurde 1953 abgerissen. An ihrer Stelle entstanden Wohngebäude.

## Die Erlöserkirche 1912 bis 1945
Als Ersatz für die alte Dorfkirche wurde die neue Erlöserkirche in den Jahren 1912 bis 1914 am südlichen Ortsrand von Oberrad am Melanchthonplatz errichtet. Sie stammt von dem Architekten Karl Blattner, der dafür Elemente des Historismus und des Neoklassizismus wählte. Zusammen mit der Gruneliusschule und einer Kindertagesstätte entstanden weitere soziale Einrichtungen für den Stadtteil.
Gemeindepfarrer von 1925 bis 1939 war Johann Georg Probst (1885–1962), der sich vom anfänglich begeisterten Nationalsozialisten und Gründer der ersten Frankfurter Ortsgruppe der Deutschen Christen mehr und mehr vom Regime abwandte. Nach den Novemberpogromen 1938 kritisierte er öffentlich die Deportation Frankfurter Juden. 1939 wurde er inhaftiert und musste nach seiner Entlassung 1940 Frankfurt verlassen.
Die Kirche brannte nach einem Luftangriff am 4. Oktober 1943 völlig aus. Versuche der Gemeinde, die Kirche wieder aufzubauen, wurden durch weitere Angriffe zunichtegemacht. Ein weiterer Angriff am 18. März 1944 zerstörte die Kirche, das angrenzende Gemeindehaus und die Sakristei vollständig.

## Beschreibung
Der Wiederaufbau der Erlöserkirche erfolgte nach Plänen des Architekten Alfred Schild. Sie wurde am 18. März 1956 eingeweiht. Die Hallenkirche auf einem rechteckigen Grundriss ist mit einem flachen Dach gedeckt, das an der südlichen Eingangsseite weit in den Straßenraum reicht und von schlanken Stützen getragen wird. Prägend für das äußere Erscheinungsbild ist das 1961 über dem Südportal angebrachte Relief Christlicher Glaube im Atomzeitalter von Knud Knudsen. Aus Zement, Chromnickelstahl und mosaikartigem Kunststein in Schwarz, Weiß und Gelb sind Figuren und Reliefs gestaltet, die die Erlösung der Menschheit durch Jesus Christus zeigen. Gottes Liebe symbolisiert durch einen Lichtstrahl fällt auf das in die Welt gerammte Kreuz. Der Glockenturm im Osten steht über dem Gehweg, sodass eine Arkade im öffentlichen Raum den Eingang bildet.
Im Innern wird der halbrunde Altarraum durch ein großes Oberlicht akzentuiert. In der westlichen Wand sorgen kreisrunde und auf der Ostseite hochrechteckige farbige Fenster für eine stimmungsvolle Belichtung. Die Fenster bestehen aus ungewischten, bleiverglasten Antikgläsern. Sie wurden vom Architekten nach Vorgaben des Pfarrers Johann Georg Christian gestaltet.

## Ausstattung
Das Kruzifix über dem Altar schuf ebenfalls Knud Knudsen. Altar, Kanzel und Taufstein wurden nach Entwürfen des Architekten gefertigt. Die Kanzel besteht aus schwarzem Detopakglas. Der Taufstein hat die Form eines zylindrischen Brunnens. Seit 1997 hängt im Altarraum das Relief Lux mundi von Rolf Kissel. Aus der Dorfkirche stammen das im 15. Jahrhundert gefertigte Sakramentshäuschen aus grauem Sandstein und die aus rotem Sandstein gefertigte Kreuzigungsgruppe von 1703 hinter der Kanzel. Auf der Empore über dem Eingang befindet sich eine Orgel von Eberhard Friedrich Walcker mit 21 Registern und zwei Manualen.